# المنصورة (المغرب)
المنصورة هي قرية أمازيغية جبلية مغربية شمال المملكة. تنتمي المنصورة لإقليم شفشاون. تضم هذه القرية 16.559 نسمة (إحصاء 2004).